# 山崎正貴
山崎 正貴（やまざき まさたか、1989年5月9日 - ）は、千葉県船橋市出身の元プロ野球選手（投手）。右投右打。

## 経歴

### プロ入り前
市立船橋高校では当初は内野手であり、1年秋には内野手としてベンチ入りしていたが、2年春に地肩の強さを活かして投手へ転向、最速147キロをマークし、岩嵜翔との2枚看板として活躍する。3年夏には背番号10番で第89回全国高等学校野球選手権大会に出場。文星芸大附属高校戦では4番に座り先発のマウンドに上るも、佐藤祥万の前に0-5で初戦敗退。
秋に行われた2007年の高校生ドラフトでオリックス・バファローズから4巡目指名を受け入団。この際、チームメイトの岩嵜は外れ1巡目指名で福岡ソフトバンクホークスに入団している。

### プロ入り後
2008年は、ファームで9試合登板（23回2/3）し、防御率6.08。
2009年も、ファームで23試合登板（31回）し、防御率7.26。8月21日の阪神戦では、ウエスタン・リーグ初勝利を挙げる。
2010年は、大学日本代表 対 NPBフレッシュ選抜に出場し、1回を無失点に抑える。8月13日に初めての一軍昇格を果たし、翌14日の埼玉西武ライオンズ戦で初登板、1回1/3を投げ3失点を喫する。一軍での登板は1試合にとどまり、以降は再び二軍暮らしとなった。ファームでは19試合登板（78回1/3）し、防御率3.45。7暴投はリーグ1位タイ。
2011年11月9日に戦力外通告を受け、同年12月2日に育成選手として再契約した。翌2012年10月31日に自由契約となり、12月3日に再契約した。
2013年4月1日にBCリーグの福井ミラクルエレファンツに派遣されることが発表された。当初は6月30日までの予定だったが、チームトップタイの2勝を挙げたことや、先発投手が手薄なチーム事情もあり、シーズン終了まで派遣期間が延長されることとなった。後期は前期の不振から立ち直り、5勝を記録。福井の後期優勝に大きく貢献した。また、個人タイトルでは最多奪三振を受賞。一方で被本塁打、失点、自責点もリーグ最多を記録するなど、一発病や大事な場面での失点も多く見られた。10月31日、育成選手の規約に基づき自由契約公示されたが、12月2日、支配下登録されることが発表された。それに伴い背番号が116から65に変更された。
2014年、10月1日に球団から戦力外通告を受けた。12月2日、自由契約公示された。

### 退団後
プロ野球退団後は、鋼材・建材販売の独立系商社の小野建東京支店社員の草野球チーム「小野建ライオンズ」に所属し、草野球に勤しんでいる。2015年12月に開催された全国軟式野球大会甲子園カップ2015の1部大会の全国制覇に貢献し、最高殊勲選手に選出されている。2019年には軟球で球速146km/hを、2020年には148km/hを計測している。

## 詳細情報

### 年度別投手成績
| 年 度     | 球 団      | 登 板 | 先 発 | 完 投 | 完 封 | 無 四 球 | 勝 利 | 敗 戦 | セ 丨 ブ | ホ 丨 ル ド | 勝 率 | 打 者 | 投 球 回 | 被 安 打 | 被 本 塁 打 | 与 四 球 | 敬 遠 | 与 死 球 | 奪 三 振 | 暴 投 | ボ 丨 ク | 失 点 | 自 責 点 | 防 御 率 | W H I P |
| --------- | ---------- | ----- | ----- | ----- | ----- | -------- | ----- | ----- | -------- | ----------- | ----- | ----- | -------- | -------- | ----------- | -------- | ----- | -------- | -------- | ----- | -------- | ----- | -------- | -------- | ------- |
| 2010      | オリックス | 1     | 0     | 0     | 0     | 0        | 0     | 0     | 0        | 0           | ----  | 9     | 1.1      | 3        | 0           | 2        | 0     | 0        | 1        | 1     | 0        | 3     | 3        | 20.25    | 3.75    |
| 通算：1年 | 通算：1年  | 1     | 0     | 0     | 0     | 0        | 0     | 0     | 0        | 0           | ----  | 9     | 1.1      | 3        | 0           | 2        | 0     | 0        | 1        | 1     | 0        | 3     | 3        | 20.25    | 3.75    |

### 記録
NPB
- 初登板：2010年8月14日、対埼玉西武ライオンズ17回戦（西武ドーム）、3回裏に2番手で救援登板、1回1/3を3失点
- 初奪三振：同上、3回裏に原拓也から空振り三振

### 独立リーグでの投手成績
| 年 度     | 球 団     | 登 板 | 勝 利 | 敗 戦 | セ 丨 ブ | 完 投 | 勝 率 | 投 球 回 | 打 者 | 被 安 打 | 被 本 塁 打 | 奪 三 振 | 与 四 球 | 与 死 球 | 失 点 | 自 責 点 | 暴 投 | ボ 丨 ク | 失 策 | 防 御 率 | W H I P |
| --------- | --------- | ----- | ----- | ----- | -------- | ----- | ----- | -------- | ----- | -------- | ----------- | -------- | -------- | -------- | ----- | -------- | ----- | -------- | ----- | -------- | ------- |
| 2013      | 福井      | 22    | 7     | 9     | 0        | 2     | .438  | 139.1    | 599   | 138      | 8           | 115      | 52       | 9        | 69    | 51       | 7     | 1        | 0     | 3.29     | 1.37    |
| 通算：1年 | 通算：1年 | 22    | 7     | 9     | 0        | 2     | .438  | 139.1    | 599   | 138      | 8           | 115      | 52       | 9        | 69    | 51       | 7     | 1        | 0     | 3.29     | 1.37    |

- 各年度の太字はリーグ最高

### 背番号
- 62 （2008年 - 2011年）
- 116 （2012年 - 2013年）
- 50 （2013年） ※福井ミラクルエレファンツでの背番号
- 65 （2014年 ）